# Гомес, Кайо
Ка́йо А́лвес Го́мес (порт.-браз. Caio Alves Gomes; 6 июля 2002, Куритиба) — бразильский футболист, защитник клуба «Бруски».

## Биография
Родился в городе Куритиба, штат Парана. Футбольный путь начал в академии «Параны». Также выступал за юношеские команды «Индепендьенте» (Сан-Жозененсе) и «Лондрины». В сезоне 2022 играл за молодёжную команду «Индепендьенте» (Сан-Жозененсе), за которую отличился 1 голом в 24-х матчах.
Во взрослом футболе дебютировал 12 февраля 2023 года в ничейном (0:0) выездном поединке 1-го тура Лиги Паранаэнсе против «Коритибы». Кайо вышел на поле в стартовом составе и отыграл весь матч. В национальном чемпионате Бразилии (серии D, четвертый дивизион) дебютировал 6 мая 2023 года в победном (2:1) домашнем поединке 1-го тура против «СЭР Кашиас». Гомес вышел на поле на 84-й минуте вместо Микаэла Доки. В общей сложности за «Индепендьенте» сыграл 6 матчей в Серии D чемпионата Бразилии и 1 поединок в Лиге Паранэнсе.
В середине сентября 2023 года перебрался в «Атлетико Паранаваи». Дебютировал за новую команду 17 сентября 2023 года в проигранном (0:4) домашнем поединке 1-го тура 1-го группового раунда группы Б третьего дивизиона Лиги Паранаэнсе против «Насьонала» (Парана). Кайо вышел на поле на 69-й минуте вместо Гауставо Гамейра. В сезоне 2023 сыграл 14 матчей в третьем дивизионе Лиги Паранаэнсе. В начале февраля 2024 года вернулся в «Индепендьенте» (Сан-Жозененсе). Сыграл 5 матчей в Лиге Паранаэнсе. В середине августа 2024 года вернулся в «Атлетико Паранаваи», за который в сезоне 2024 года сыграл ещё 9 матчей во втором дивизионе Лиги Паранаэнсе, прежде чем свободным агентом не покинул команду.
12 августа 2024 года подписал 3-летний договор с одесским «Черноморцем». В футболке одесского клуба дебютировал 16 августа 2024 года в победном (1:0) домашнем поединке 3-го тура Премьер-лиги Украины против ковалёвского «Колоса». Кайо вышел на поле на 82-й минуте вместо Артёма Габелка.